# Tibitó
Tibitó is de op één na oudste gedateerde archeologische vindplaats op de Altiplano Cundiboyacense, Colombia. De rotsschuilplaats bevindt zich in de gemeente Tocancipá, Cundinamarca, Colombia, in het noordelijke deel van de Sabana de Bogotá. In Tibitó zijn werktuigen van bot en steen (voornamelijk klingen en schrabbers) en koolstof gevonden. Botten van Haplomastodon, Cuvieronius, krabbenetende vos en witstaartherten uit de diepste laag met menselijke sporen van de vindplaats zijn met koolstofdatering gedateerd op 11.740 ± 110 BP. De oudste gedateerde sedimenten zijn lacustriene kleien uit een oud meer uit het Pleistoceen.
Het belangrijkste onderzoek in Tibitó werd uitgevoerd door de Colombiaanse archeoloog Gonzalo Correal Urrego, die ook andere vroege vindplaatsen analyseerde: Tequendama, Aguazuque en El Abra. 

## Achtergrond
De Altiplano Cundiboyacense en het vlakke zuidoostelijke deel ervan, de Sabana de Bogotá, werden in het late Pleistoceen door de eerste mensen bevolkt, zoals blijkt uit vondsten in Pubenza (16.000 BP), El Abra, Tibitó en andere. Tot ongeveer 30.000 BP was de Sabana de Bogotá bedekt door een groot meer; het Humboldtmeer. Dit gletsjermeer, omringd door besneeuwde toppen, werd gevoed door de gletsjers van Sumapaz in het zuiden, gebaseerd op analyse van puinstroomafzettingen dichtbij Fusagasugá, wat leeftijden tussen 40.000 en 7000 BP opleverde. Het meer van ongeveer 4,500 km² bevatte een eiland, tegenwoordig bekend als de Suba-heuvels (Cerros de Suba) in Bogotá. Rondom het meer foerageerden Pleistocene megafauna zoals glyptodonten, reuzenluiaards, mastodonten en herten. Het meer heeft zich de afgelopen 30.000 jaar teruggetrokken, maar overblijfselen die vandaag de dag nog bestaan zijn de Bogotá en haar zijrivieren, het Herrera-meer en de vele draslanden van Bogotá. De boomgrens rond het Humboldtmeer, in oudere teksten Bogotá-meer genoemd, wordt geschat op 1.000 m lager dan vandaag. 
Tijdens het laatste Pleistoceen en het vroege Holoceen arriveerden de eerste mensen op het Andesplateau, op 2.650 m boven zeeniveau. Ze vestigden zich in grotten en rotsschuilplaatsen op verschillende locaties op de Altiplano en leidden een jager-verzamelaarsleven. Het hoofdbestanddeel van het vroege dieet, dat tot aan de koloniale tijd bestond, was het witstaarthert (Odocoileus virginianus). een andere voedselbron voor de mensen was vissen in de vele meren die destijds bestonden.

## Beschrijving

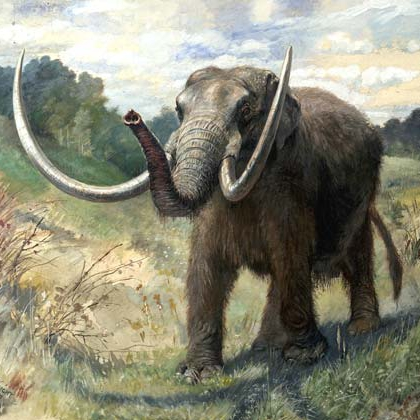
Toen de eerste menselijke kolonisten in Tibitó arriveerden bestonden er nog steeds mastodonten die dienden als voedsel en bron van bottengereedschap voor de mensen

Koolstofdatering van een diepere lacustriene klei in de sequentie van Tibitó onthulde dat de site zich rond 52.000 BP in een meeromgeving bevond. Pleistocene meren bestonden ook in de Ubaté-Chiquinquirá-vallei in het noordwesten en in de vallei van Soatá. Het paleoklimaat veranderde in de loop van het laatste Pleistoceen, en het Boven-Pleniglaciaal was relatief vochtig, waardoor eerdere lagunale kleien werden geërodeerd. De laatste fase van het Pleniglaciaal werd gekenmerkt door een koud en droog klimaat. In de valleien leefden jagers-verzamelaars. De oorspronkelijke topografie was in het Guantivá-interstadiaal en El Abra-stadiaal bedekt met humussedimenten. 
In Tibitó zijn in een cirkel gezette resten gevonden van de uitgestorven Pleistocene megafauna Cuvieronius, Haplomastodon en Equus neogeus en nog bestaande witstaartherten en krabbenetende vossen. De botten waren zowel verbrand en onverbrand, en gemengd met stenen artefacten en kalksteenbrokken. De belangrijkste vondsten van Cuvieronius komen uit de Cordillera Oriental, met als belangrijkste vindplaatsen Tibitó en Mosquera. 156 unifaciale stenen artefacten, waarvan 41% klingen, stukken koolstof en benen gereedschappen werden gevonden en geanalyseerd door Gonzalo Correal Urrego. 99 procent van de vondsten was van lokale oorsprong. De botten, die een relatief hogere abundantie van Haplomastodon vertonen dan Cuvieronius en het uitgestorven Amerikaanse paard, zijn met koolstofdatering gedateerd op 11.740 ± 110 BP. Dit werd bevestigd door palynologische analyse, die ook duidde op een páramoklimaat in die tijd. Dit maakt de vindplaats iets jonger dan de oudste, El Abra, gedateerd op 12.400 ± 160 BP. 
In de omgeving van Tibitó zijn rotstekeningen ontdekt. 